# Мірабіліс

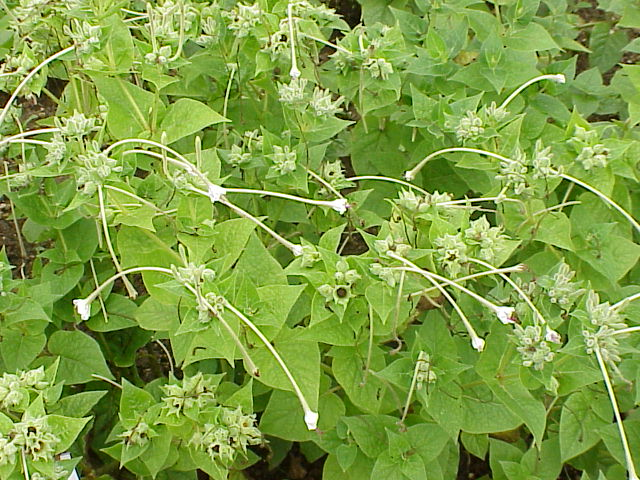
Mirabilis longiflora

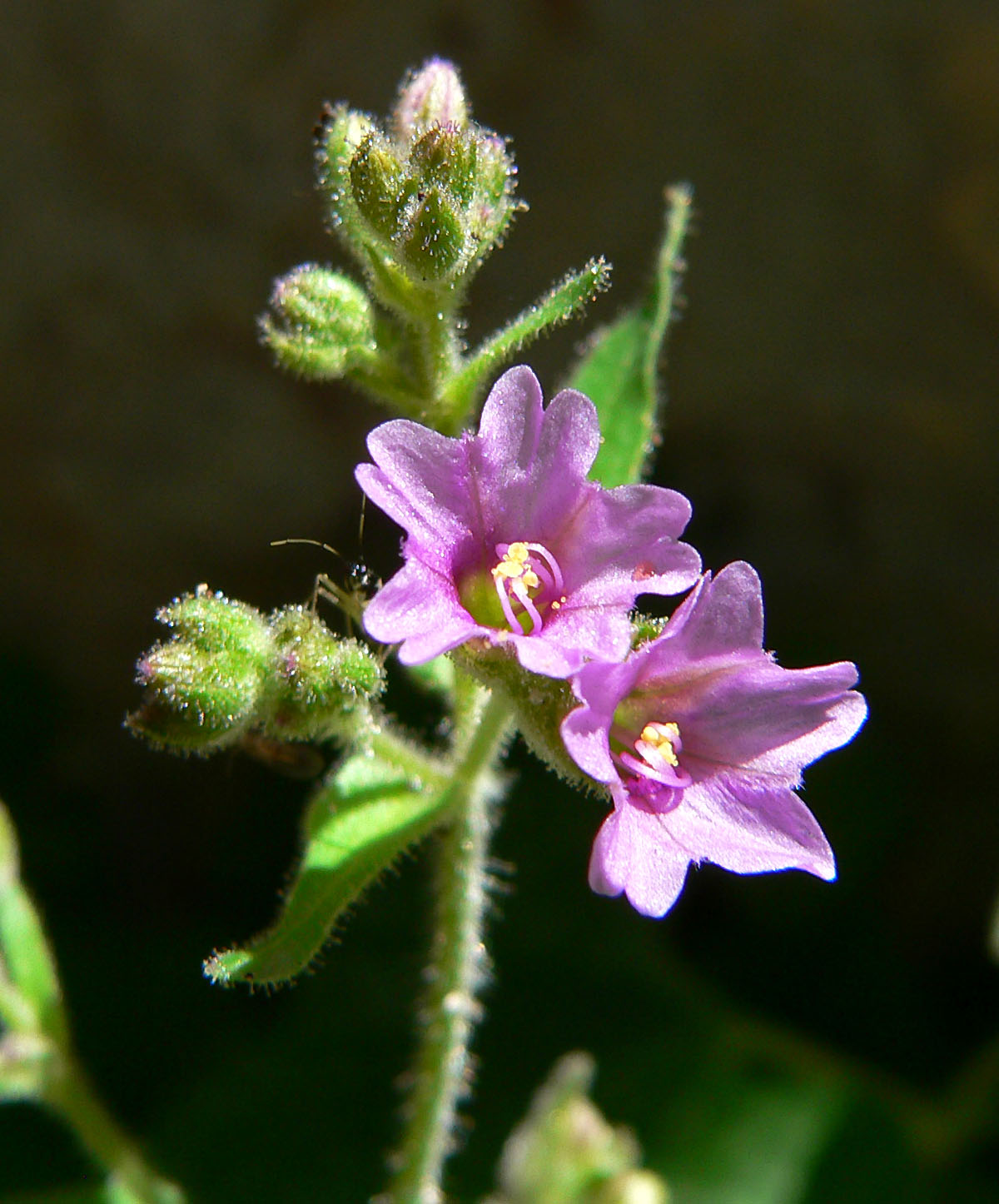
Mirabilis oxybaphoides

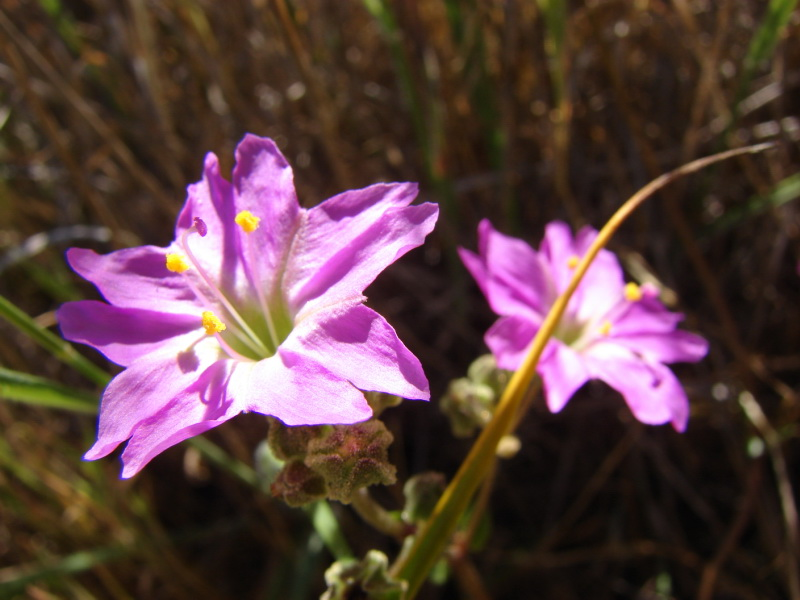
Mirabilis ovata

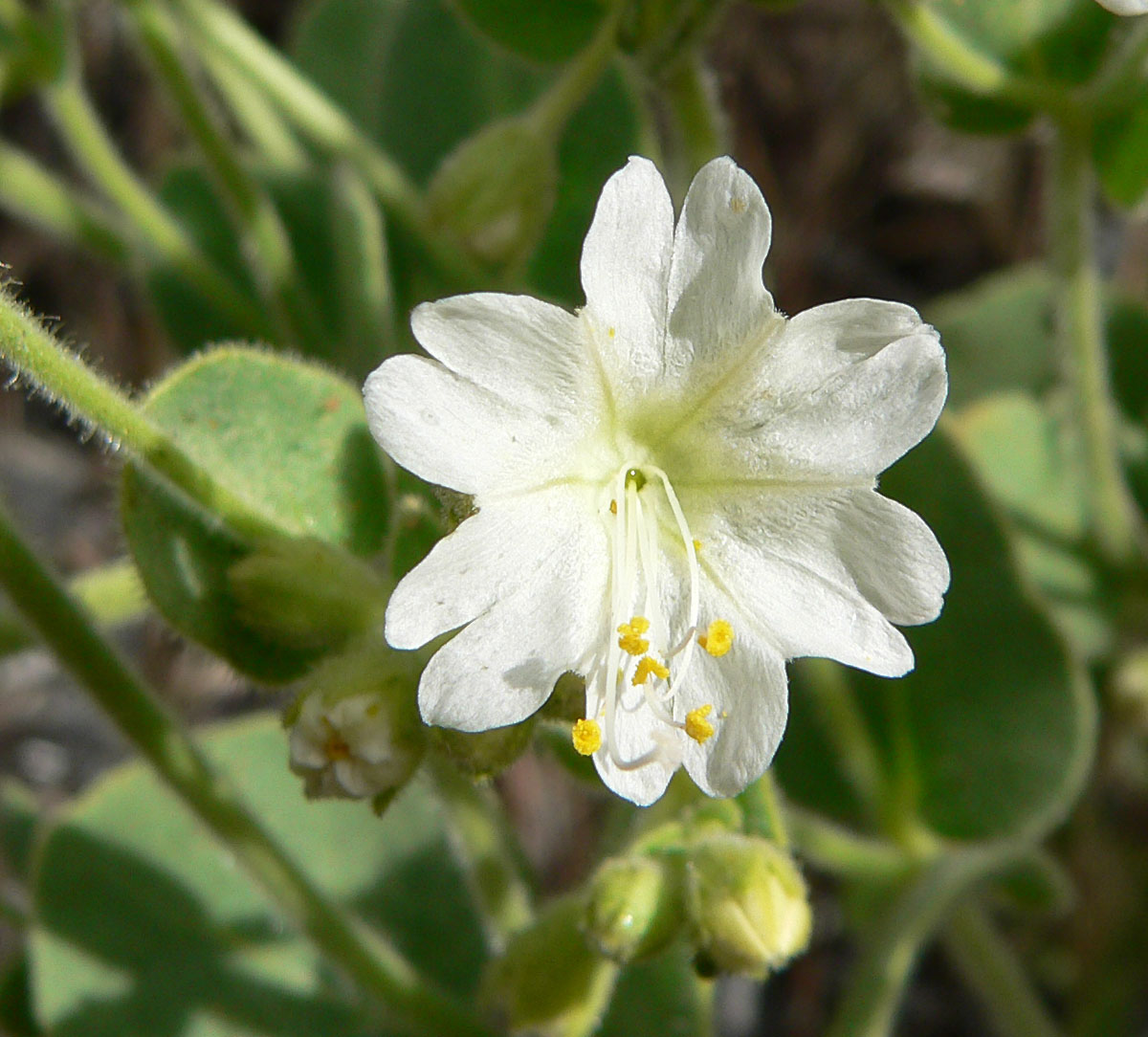
Mirabilis laevis var. villosa

Нічна красуня, міра́біліс (Mirábilis) — рід рослин родини Ніктагінові (Nyctaginaceae), включає 50 видів.

## Ботанічний опис
В основному багаторічні, рідше однорічні трав'янисті рослини. Стебла голі або опушені, часто клейкі, прямостоячі або сланкі. Корінь стрижневий, тонкий, схожий на мотузку, формує бульби, які допомагають рослині пережити сухий або прохолодний сезон.
Листки супротивні, сидячі або черешкові, кожен листок з пари приблизно дорівнює іншому. Листкова пластинка тонка або потовщена, основа листка симетрична.
Суцвіття пазушні або верхівкові. Суцвіття, як покривалом, оточене пелюстковидними приквітниками, та несе до 16 квіток. Суцвіття, як правило, цимозне. Приквітків 5, вони довговічні, зазвичай ростуть разом, та формують листоподібне або плівчасте покривало.
Квітки двостатеві, хазмогамні або клейстогамні. У клейстогамних квіток оцвітина видозмінена у своєрідний купол. У хазмогамних квіток оцвітина радіально- або двостороннєсимметрічна, дзвонико- або лійкоподібна, трубка віночка розширюється відразу чи поступово.
Тичинок 3-6. Стовпчик знаходиться вище тичинок, приймочка голівчата.
Плоди радіально симетричні. Вони оберненояйцеподібної форми, майже сферичної або еліпсоїдальної. Поверхня плоду гладка, жорстка, гола або опушена.

## Поширення
Види роду широко поширені у помірних та тропічних регіонах, особливо у Північній та Південній Америці. Принаймні один вид родом з Південної Азії. Нічна красуня (Mirabilis jalapa) — популярна декоративна рослина, поширилася по усьому світу завдяки впливу людини.

## Види
За даними The Plant List:
- Mirabilis aggregata (Ortega) Cav. — Мірабіліс агрегатний
- Mirabilis albida (Walter[en]) Heimerl — Мірабіліс білуватий
- Mirabilis alipes (S.Watson) Pilz
- Mirabilis austrotexana B.L.Turner
- Mirabilis campanulata Heimerl
- Mirabilis ciliatifolia (Weath.) Standl.
- Mirabilis coccinea (Torr.) Benth. & Hook.f. — Мірабіліс яскраво-червоний
- Mirabilis donahooiana Le Duc
- Mirabilis elegans (Choisy) Heimerl
- Mirabilis expansa (Ruiz & Pav.) Standl. — Мірабіліс широкий
- Mirabilis gigantea (Standl.) Shinners — Мірабіліс гігантський
- Mirabilis glabra (S. Watson) Standl. — Мірабіліс голий
- Mirabilis glabrifolia (Ortega) I.M.Johnst. — Мірабіліс гололистий
- Mirabilis glandulosa (Standl.) W.A.Weber
- Mirabilis gracilis (Standl.) Le Duc — Мірабіліс граціозний
- Mirabilis grandiflora (Standl.) Standl. — Мірабіліс крупноквітковий
- Mirabilis greenei S.Watson
- Mirabilis hintoniorum Le Duc — Мірабіліс Хінтона
- Mirabilis hirsuta (Nutt.) MacMill.
- Mirabilis intercedens Heimerl — Мірабіліс проміжний
- Mirabilis jalapa L. — Нічна красуня, або Мірабіліс ялапатиповий[4]
- Mirabilis laevis (Benth.) Curran — Мірабіліс гладкий
- Mirabilis latifolia (A.Gray) Diggs, Lipscomb & O'Kennon — Мірабіліс широколистий
- Mirabilis linearis (Pursh) Heimerl — Мірабіліс лінійний
- Mirabilis longiflora L.
- Mirabilis longipes (Standl.) Standl.
- Mirabilis melanotricha (Standl.) Spellenb.
- Mirabilis microchlamydea (Standl.) Standl.
- Mirabilis multiflora (Torr.) A.Gray — Мірабіліс багатоквітковий
- Mirabilis nesomii B.L.Turner
- Mirabilis odorata L. — Мірабіліс пахучий
- Mirabilis oligantha (Standl.) Standl. — Мірабіліс малоквітковий
- Mirabilis ovata (Ruiz & Pav.) Meigen — Мірабіліс овальний
- Mirabilis oxybaphoides (A.Gray) A.Gray
- Mirabilis polonii Le Duc
- Mirabilis polyphylla (Standl.) Standl. — Мірабіліс багатолистий
- Mirabilis pringlei Weath. — Мірабіліс Прінгла
- Mirabilis prostrata (Ruiz & Pav.) Heimerl — Мірабіліс горизонтальний
- Mirabilis rotundifolia (Greene) Standl. — Мірабіліс круглолистий
- Mirabilis russellii Le Duc — Мірабіліс Русселя
- Mirabilis sanguinea Heimerl — Мірабіліс криваво-червоний
- Mirabilis suffruticosa (Standl.) Standl.
- Mirabilis tenuiloba S.Watson
- Mirabilis texensis (J.M.Coult.) B.L.Turner — Мірабіліс техаський
- Mirabilis triflora Benth. — Мірабіліс трьохквітковий
- Mirabilis urbani Heimerl
- Mirabilis violacea (L.) Heimerl — Мірабіліс фіолетовий
- Mirabilis viscosa Cav. — Мірабіліс клейкий
- Mirabilis weberbaueri Heimerl
- Mirabilis wrightiana A.Gray ex Britton & Kearney